# Ann Vanheste
Ann C.D. Vanheste, née en 1969 est une femme politique belge flamande, membre du Sp.a. Elle est la fille de l'ancien bourgmestre de La Panne, Willy Vanheste.
Elle est commerçante indépendante.

## Fonctions politiques
- 2004-2010 : membre du conseil CPAS à La Panne
- 2009-2010 : Présidente du CPAS à La Panne.
- 2013-     : Bourgmestre de La Panne.
- Députée fédérale du 10 juin 2007 au 13 décembre 2017.